# Profezia che si autoadempie
In sociologia una profezia che si autoadempie, o che si autoavvera, o che si autodetermina, o che si autorealizza, o che si autocompie, è una previsione che si realizza per il solo fatto di essere stata espressa. Predizione ed evento sono in un rapporto circolare, secondo il quale la predizione genera l'evento e l'evento verifica la predizione.
Ad esempio nel mercato finanziario, ad una convinzione diffusa dell'imminente crollo di un'azienda, gli investitori possono perdere fiducia e mettere in atto una serie di reazioni che possono causare proprio il crollo della stessa. In una campagna elettorale, un candidato che dichiari apertamente di non credere nella sua vittoria può indurre apatia o rassegnazione nei suoi potenziali elettori, che si può concretizzare in una diminuzione della sua base elettorale.
In psicologia, una profezia che si autoadempie si ha quando un individuo, convinto o timoroso del verificarsi di eventi futuri, altera il suo comportamento in un modo tale da finire per causare tali eventi.
Il paradosso della predestinazione è un'applicazione fantascientifica della profezia auto-avverantesi secondo cui una persona con conoscenza di eventi passati viaggia indietro nel tempo per prevenire un dato evento, ma il suo viaggio finisce per alterare la linea temporale e causare proprio l'evento che voleva prevenire.

## Descrizione
Per profezia che si autoadempie deve intendersi, secondo la definizione del sociologo statunitense Robert K. Merton, che introdusse il concetto nelle scienze sociali nel 1948, «una supposizione o profezia che per il solo fatto di essere stata pronunciata, fa realizzare l'avvenimento presunto, aspettato o predetto, confermando in tal modo la propria veridicità». Merton trasse ispirazione dalla formulazione che un altro celebre sociologo americano, William Thomas, aveva dato di quello che è passato alla storia come Teorema di Thomas che recita: «Se gli uomini definiscono certe situazioni come reali, esse sono reali nelle loro conseguenze».
Un esempio di profezia che si autoadempie citato dallo stesso Merton è il seguente: 
«Un mercoledì mattina del 1932, Cartwright Millingville va a lavorare. Il suo posto è alla Last National Bank e il suo ufficio è quello di presidente. Egli osserva che gli sportelli delle casse sono particolarmente affollati per essere di mercoledì; tutte quelle persone che fanno dei depositi sono inconsuete in un giorno della settimana che è lontano da quello in cui si riceve lo stipendio. Millingville spera in cuor suo che tutta quella gente non sia stata licenziata e incomincia il suo compito quotidiano di presidente. La Last National Bank è un istituto solido e garantito. Tutti lo sanno, dal presidente della banca agli azionisti, a noi. Ma quelle persone che fanno la coda davanti agli sportelli delle casse non lo sanno; anzi, credono che la banca stia fallendo, e che se essi non ritirano al più presto i loro depositi, non rimarrà loro più nulla; e così fanno la fila, aspettando di ritirare i loro risparmi. Fintanto che l'hanno solo creduto e che non hanno agito in conseguenza, hanno avuto torto, ma dal momento che vi hanno creduto e hanno agito in conseguenza, hanno conosciuto una verità ignota a Cartwright Millingville, agli azionisti, a noi. Essi conoscono quella realtà perché l'hanno provocata. La loro aspettativa, la loro profezia si è avverata; la banca è fallita».
Esempi di profezie auto-avverantisi abbondano nella teoria della dissonanza cognitiva e nella correlata teoria dell'autopercezione. Le persone cambiano spesso il loro atteggiamento per allinearsi a ciò che professano pubblicamente.
Altri fenomeni simili oggetto di studio in psicologia e sociologia comprendono:
- l'effetto aspettativa;
- l'effetto Hawthorne;
- l'effetto placebo;
- l'effetto Pigmalione.

## Letteratura
In letteratura la profezia che si autoadempie viene spesso usata come meccanismo narrativo.

### Mitologia greca
Nella mitologia greca sono numerosi gli esempi dove i protagonisti dei miti, uomini o dei indifferentemente, una volta saputo il proprio futuro così come è stato deciso dal Fato, tentano di modificarlo ma ottengono solo di avverare involontariamente la profezia. La morale sottintesa è l'impossibilità di ribellarsi al Fato di ogni individuo, anche se questi fosse un dio. Uno dei primi esempi di profezia che si autoadempie in letteratura è il mito di Crono, il padre di Zeus, che divora i propri figli perché sa che uno di loro lo spodesterà, ma così facendo spinge sua moglie Rea a cospirare contro di lui a favore dei suoi figli, portando infine alla sua caduta.
Altro esempio è il mito greco di Edipo. Avvisato che suo figlio lo avrebbe un giorno ucciso, Laio abbandona il neonato Edipo perché muoia. Ma Edipo viene invece adottato da un'altra famiglia e tenuto all'oscuro delle sue vere origini. Quando cresce, Edipo viene avvisato che avrebbe ucciso suo padre e sposato sua madre. Ritenendo che i suoi genitori adottivi fossero quelli reali, lascia la sua casa e viaggia attraverso la Grecia, giungendo infine nella città dove vivono i suoi genitori biologici. Qui si trova a lottare con uno sconosciuto e lo uccide, quindi ne sposa la vedova. Sconosciuto a tutti all'epoca, lo straniero era il vero padre di Edipo, e la vedova era sua madre. In definitiva, si può dire che la profezia su Edipo diventa vera a causa dei tentativi fatti da tutti per evitarla.
Anche il mito di Narciso segue la profezia che si auto adempie, in cui l'indovino Tiresia dirà alla madre di Narciso che suo figlio morirà per colpa della sua bellezza se vedesse il suo riflesso. I tentativi di non far avverare la profezia, porteranno all'annegamento del giovane.
Lo stesso è vero per la caduta di Troia: abbandonando il figlio Paride (che, secondo una profezia avrebbe causato la caduta di Troia), re Priamo porta infine alla distruzione della città quando il figlio rapisce la bella Elena.

### Teatro inglese
Nella tragedia Macbeth di William Shakespeare, tre streghe fanno una profezia al protagonista, secondo la quale diventerà re, ma deve stare attento a Macduff.
Macbeth, regolandosi in base a quanto appreso dalla profezia, fa in modo che essa, direttamente o indirettamente, si avveri. Uccide infatti il re per sostituirlo, cosa che non avrebbe mai fatto se non avesse udito la profezia. Inoltre stermina la famiglia di Macduff, il quale gli giura vendetta. Prima della profezia, Macbeth non vedeva Macduff come una minaccia: le azioni compiute per impedire alla profezia di avverarsi trasformano Macduff in una vera minaccia, che porterà il protagonista alla morte.

### Letteratura contemporanea
Nella saga di Harry Potter di J. K. Rowling, l'antagonista, Voldemort, apprende da una profezia che un bambino nato da poco lo sconfiggerà. Il tentativo di Voldemort di uccidere il bambino lo porterà indirettamente alla sconfitta definitiva.

## Cinema e altro
- Nella saga di Guerre stellari molte delle visioni causate dalla Forza sono profezie che si autoadempiono. Ad esempio nel film Star Wars: Episodio III - La vendetta dei Sith il protagonista, Anakin Skywalker, fa un sogno premonitore circa la morte della moglie Padmé Amidala, e cerca un modo per salvarla. Ma la sua soluzione comporta di diventare allievo di un malvagio Sith: proprio la conversione di Anakin al male farà perdere a Padmé la voglia di vivere.
- Nel film Matrix (1999), l'Oracolo fa riflettere il protagonista Neo sulle profezie che si autoadempiono. Al loro primo incontro, gli dice di non preoccuparsi per il vaso: Neo si guarda intorno per capire di cosa sta parlando la donna, e così facendo urta un vaso e lo rompe. L'Oracolo gli chiede di meditare sul punto chiave: se non avesse detto niente, lo avrebbe rotto lo stesso?
- Nel film Minority Report (2002) una profezia rivela che il protagonista, John Anderton, ucciderà a breve un uomo. Anderton non ha mai visto questa persona, e decide di indagare sulla questione: proprio le sue indagini lo porteranno a incontrare lo sconosciuto e a scoprire di avere un valido motivo per ucciderlo.
- Nel film Paycheck (2003) il protagonista crea una macchina che prevede il futuro. Ma decide poi di distruggerla, perché pericolosa: grazie alla macchina, il protagonista apprende che ogni sciagura prevista dall'apparecchio si autoadempierà a causa dei tentativi fatti per evitarla: ad esempio, se la macchina prevederà una guerra, il governo penserà a un attacco preventivo, ma questo scatenerà il conflitto.
- Nel film Kung Fu Panda (2008), il maestro di Kung Fu Oogway ha una visione secondo cui un pericoloso cattivo, Tai Lung (anch'egli maestro del Kung Fu), scapperà dalla prigione dove è rinchiuso. L'ex-maestro del cattivo, il maestro Shifu, fa di tutto per evitarlo, ma proprio ciò porterà alla sua evasione. Lo stesso Oogway aveva detto "a volte si causano certe azioni con la strada che si fa per evitarle".
  - Stessa cosa accade nel sequel del 2010. L'Antagonista Lord Shen per paura di venir sconfitto "da un guerriero bianco e nero", stermina la maggior parte dei panda. Questa sua scelta gli costerà cara, perché il protagonista Po lo sconfiggerà, adempiendo al destino.
- Nella saga di Terminator c'è in forma non proprio accreditata una profezia autoadempiente. Infatti l'intelligenza artificiale Skynet per non essere spenta manderà indietro nel tempo degli androidi per uccidere Sarah Connor e suo figlio John. Questo non farà che far avvicinare la sua fine finendo poi per essere spenta da John.
- Si può dire anche della saga di Dragon Ball, quando per paura di essere sconfitto dal "Saiyan della leggenda" Freezer stermina i Saiyan. Però verrà ucciso da Goku in forma di Super Saiyan.

## Tecnologia
Nel 1965 Gordon Moore predisse che il numero di transistor in un circuito integrato si sarebbe raddoppiato ogni 18 mesi. Questa predizione, che divenne nota come legge di Moore, fu inizialmente l'osservazione di una tendenza manifestatasi nei primi tempi dell'industria dei semiconduttori, ma divenne in seguito un riferimento per l'evoluzione dell'industria e un obiettivo che le aziende cercavano di conseguire, trasformandosi così in una profezia che si autoadempie.